# Temporada 1971-72 de los Cincinnati Royals
La temporada 1971-72 fue la vigésimo cuarta de los Royals en la NBA. La temporada regular acabó con 30 victorias y 52 derrotas, ocupando el quinto puesto de la Conferencia Este, no logrando clasificarse para los playoffs. Sería la última temporada de la franquicia en Cincinnati, que al año siguiente se trasladarían a Kansas City (Misuri) y Omaha (Nebraska), convirtiéndose en los Kings.

## Elecciones en elDraft
| Ronda | Puesto | Jugador      | Posición  | Nacionalidad   | Universidad |
| ----- | ------ | ------------ | --------- | -------------- | ----------- |
| 1     | 5      | Ken Durrett  | Alero     | Estados Unidos | La Salle    |
| 2     | 21     | John Mengelt | Escolta   | Estados Unidos | Auburn      |
| 4     | 55     | Sid Catlett  | Alero     | Estados Unidos | Notre Dame  |
| 6     | 89     | Gil McGregor | Ala-Pívot | Estados Unidos | Wake Forest |

## Temporada regular
| División Central    | División Central | División Central | División Central | División Central | División Central | División Central | División Central | División Central |
| Equipo              | G                | P                | %                | PD               | Casa             | Fuera            | Neutral          | Div              |
| ------------------- | ---------------- | ---------------- | ---------------- | ---------------- | ---------------- | ---------------- | ---------------- | ---------------- |
| y-Baltimore Bullets | 38               | 44               | .463             | –                | 18–15            | 16–24            | 4–5              | 9–9              |
| x-Atlanta Hawks     | 36               | 46               | .439             | 2                | 22–19            | 13–26            | 1–1              | 9–9              |
| Cincinnati Royals   | 30               | 52               | .366             | 8                | 20–18            | 8–32             | 2–2              | 11–9             |
| Cleveland Cavaliers | 23               | 59               | .280             | 15               | 13–28            | 8–30             | 2–1              | 9–11             |

## Estadísticas
| Rk | Jugador         | Edad | P  | PT | MP   | TC  | TCI  | %TC  | TL  | TLI  | %TL  | RB   | AS  | FP  | PTS  |
| -- | --------------- | ---- | -- | -- | ---- | --- | ---- | ---- | --- | ---- | ---- | ---- | --- | --- | ---- |
| 1  | Tiny Archibald  | 23   | 76 |    | 43.1 | 9.7 | 19.9 | .486 | 8.9 | 10.8 | .822 | 2.9  | 9.2 | 2.6 | 28.2 |
| 2  | Tom Van Arsdale | 28   | 73 |    | 35.6 | 7.5 | 16.5 | .456 | 4.1 | 5.4  | .755 | 4.8  | 2.7 | 3.3 | 19.2 |
| 3  | Sam Lacey       | 23   | 81 |    | 35.0 | 5.1 | 12.0 | .422 | 1.5 | 2.1  | .704 | 12.0 | 2.1 | 3.5 | 11.6 |
| 4  | Matt Guokas     | 27   | 61 |    | 32.4 | 3.1 | 6.3  | .496 | 1.0 | 1.4  | .771 | 2.3  | 5.3 | 2.5 | 7.3  |
| 5  | Jim Fox         | 28   | 71 |    | 28.8 | 4.7 | 10.4 | .454 | 2.9 | 3.8  | .770 | 9.3  | 1.1 | 3.3 | 12.3 |
| 6  | Norm Van Lier   | 24   | 10 |    | 27.5 | 2.8 | 9.0  | .311 | 1.7 | 2.2  | .773 | 5.8  | 5.1 | 3.2 | 7.3  |
| 7  | Nate Williams   | 21   | 81 |    | 26.8 | 5.2 | 12.0 | .432 | 1.6 | 2.1  | .738 | 4.6  | 2.1 | 3.7 | 11.9 |
| 8  | Johnny Green    | 38   | 82 |    | 23.3 | 4.0 | 7.1  | .569 | 1.7 | 3.0  | .564 | 6.8  | 1.5 | 2.9 | 9.8  |
| 9  | John Mengelt    | 22   | 78 |    | 18.4 | 3.7 | 7.8  | .474 | 2.7 | 3.2  | .825 | 1.9  | 1.9 | 2.1 | 10.0 |
| 10 | Jake Jones      | 22   | 11 |    | 14.6 | 2.0 | 4.9  | .407 | 1.2 | 1.9  | .619 | 1.8  | 0.9 | 1.7 | 5.2  |
| 11 | Gil McGregor    | 22   | 42 |    | 12.7 | 1.6 | 4.3  | .363 | 0.9 | 1.3  | .696 | 3.5  | 0.4 | 2.9 | 4.1  |
| 12 | Ken Durrett     | 23   | 19 |    | 12.3 | 1.6 | 4.2  | .392 | 1.1 | 1.5  | .750 | 2.1  | 0.7 | 2.2 | 4.4  |
| 13 | Fred Taylor     | 23   | 21 |    | 10.2 | 1.4 | 4.3  | .333 | 0.5 | 0.9  | .579 | 1.8  | 0.5 | 1.5 | 3.4  |
| 14 | Darrall Imhoff  | 33   | 9  |    | 8.4  | 1.1 | 3.2  | .345 | 0.3 | 0.9  | .375 | 3.0  | 0.2 | 2.4 | 2.6  |
| 15 | Sid Catlett     | 23   | 9  |    | 4.4  | 0.2 | 1.0  | .222 | 0.2 | 1.0  | .222 | 0.4  | 0.1 | 0.3 | 0.7  |

## Galardones y récords
| Jugador         | Galardón                     |
| Tiny Archibald  | 2.º Mejor quinteto de la NBA |
| Tom Van Arsdale | All-Star                     |